# Щёлковское благочиние
Щёлковское благочиние — округ Балашихинской епархии Русской православной церкви, объединяющий приходы в пределах части городского округа Щёлково Московской области (ряд приходов городского округа Щёлково относится к Лосино-Петровскому благочинию). В настоящее время в округе 20 приходов.
В приходах благочиния несут пастырское служение 33 клирика, в том числе 29 священников и 4 дьякона.
Благочинный округа — протоиерей Андрей Ковальчук, настоятель собора Святой Троицы в Щёлкове.
При советской власти оставались действующими только четыре храма благочиния. Остальные были закрыты и разорены, и их пришлось восстанавливать или строить заново.

## Приходы благочиния

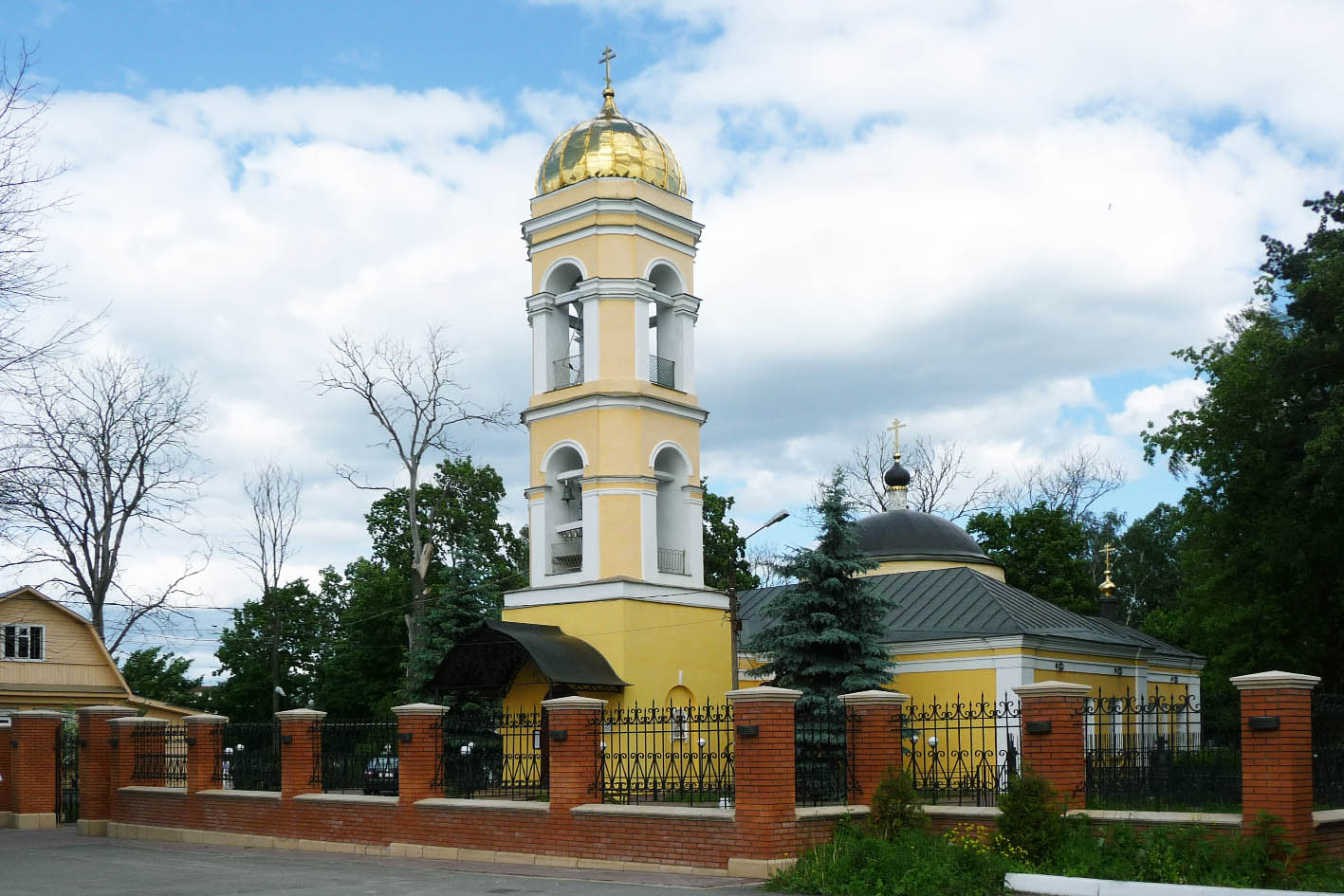
Церковь Святителя Николая в Жегалово (город Щёлково) (1835)

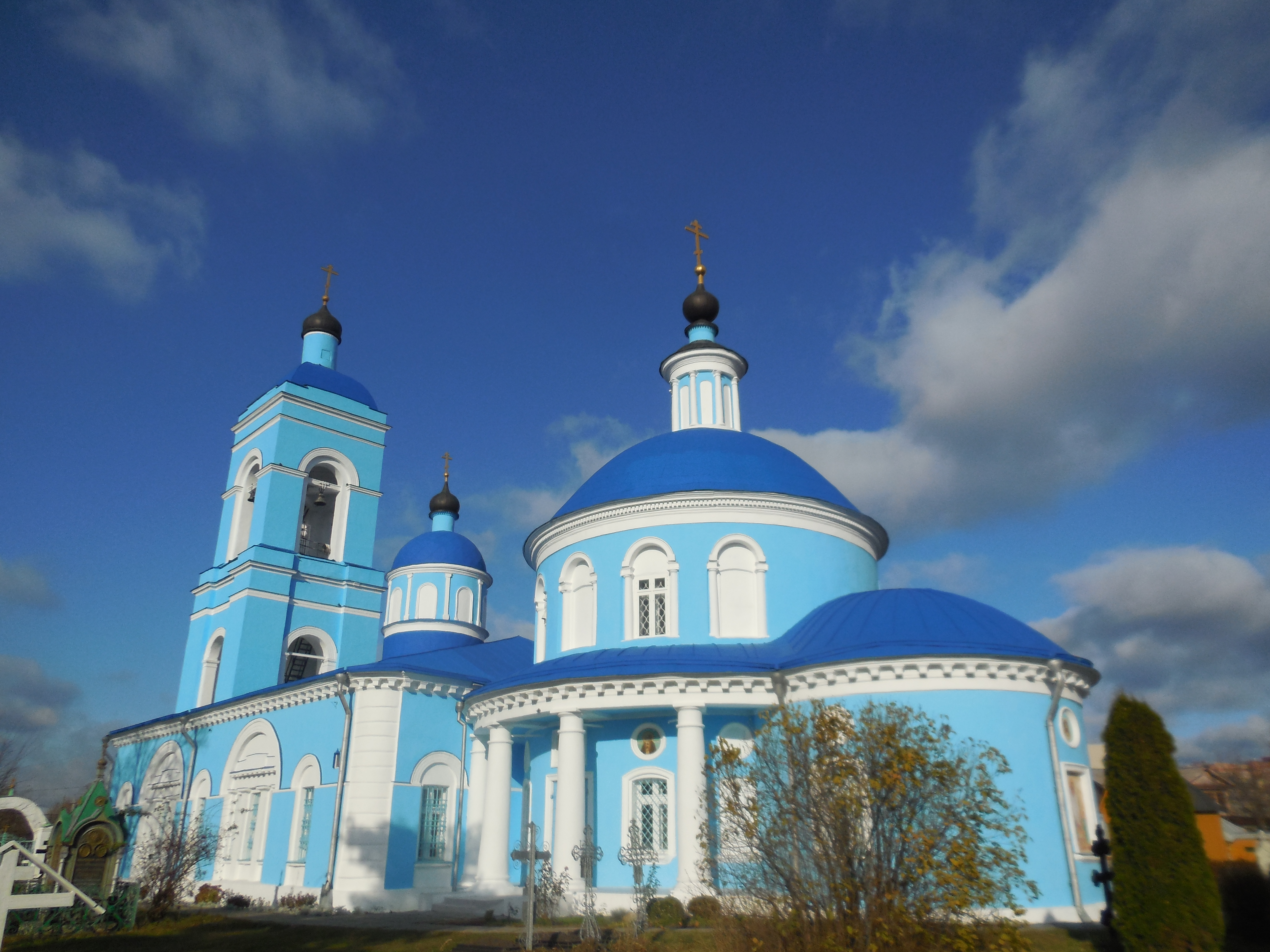
Церковь Покрова Пресвятой Богородицы с колокольней г. Щелково (с. Хомутово)

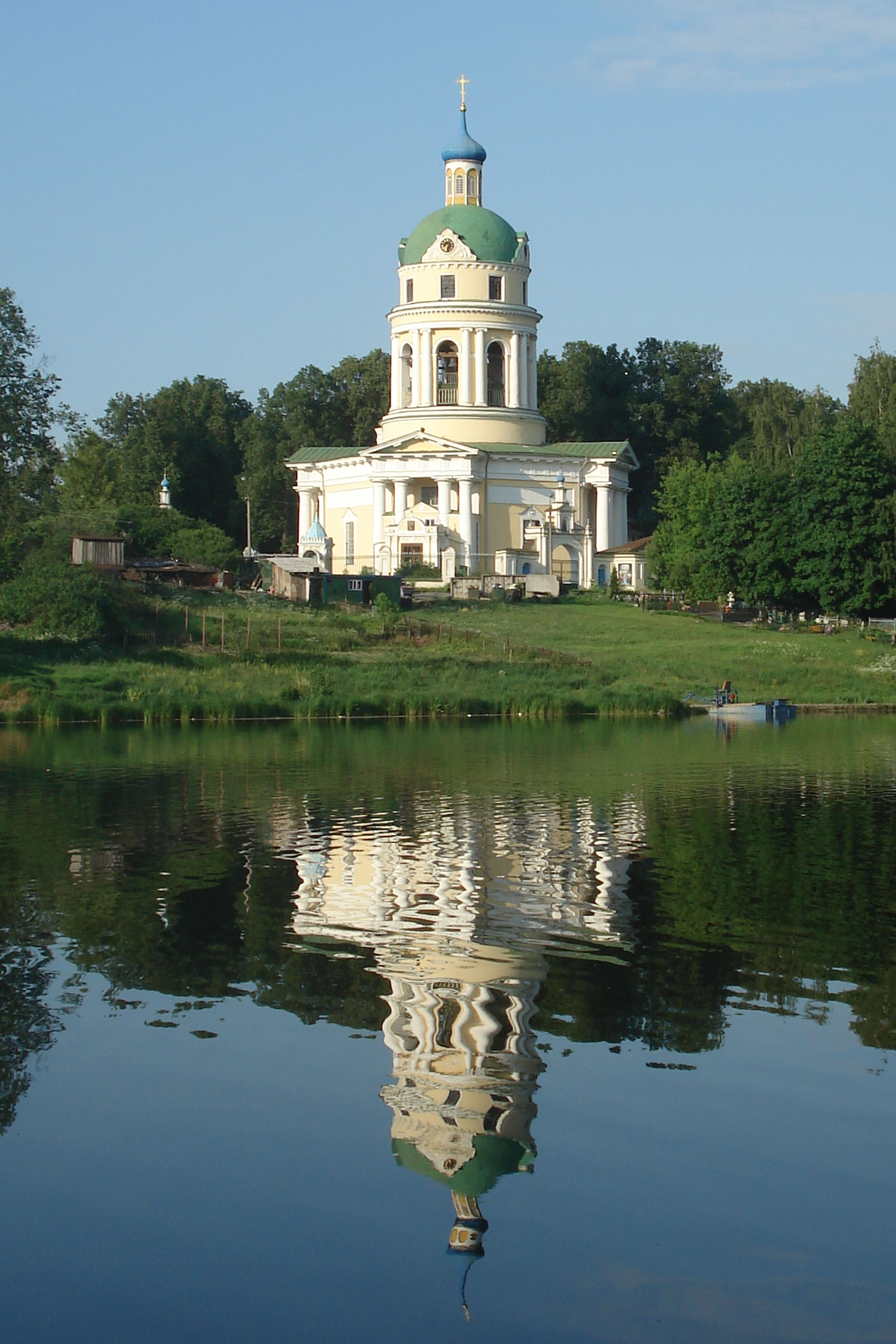
Церковь Святителя Николая (1823) в селе Гребнево

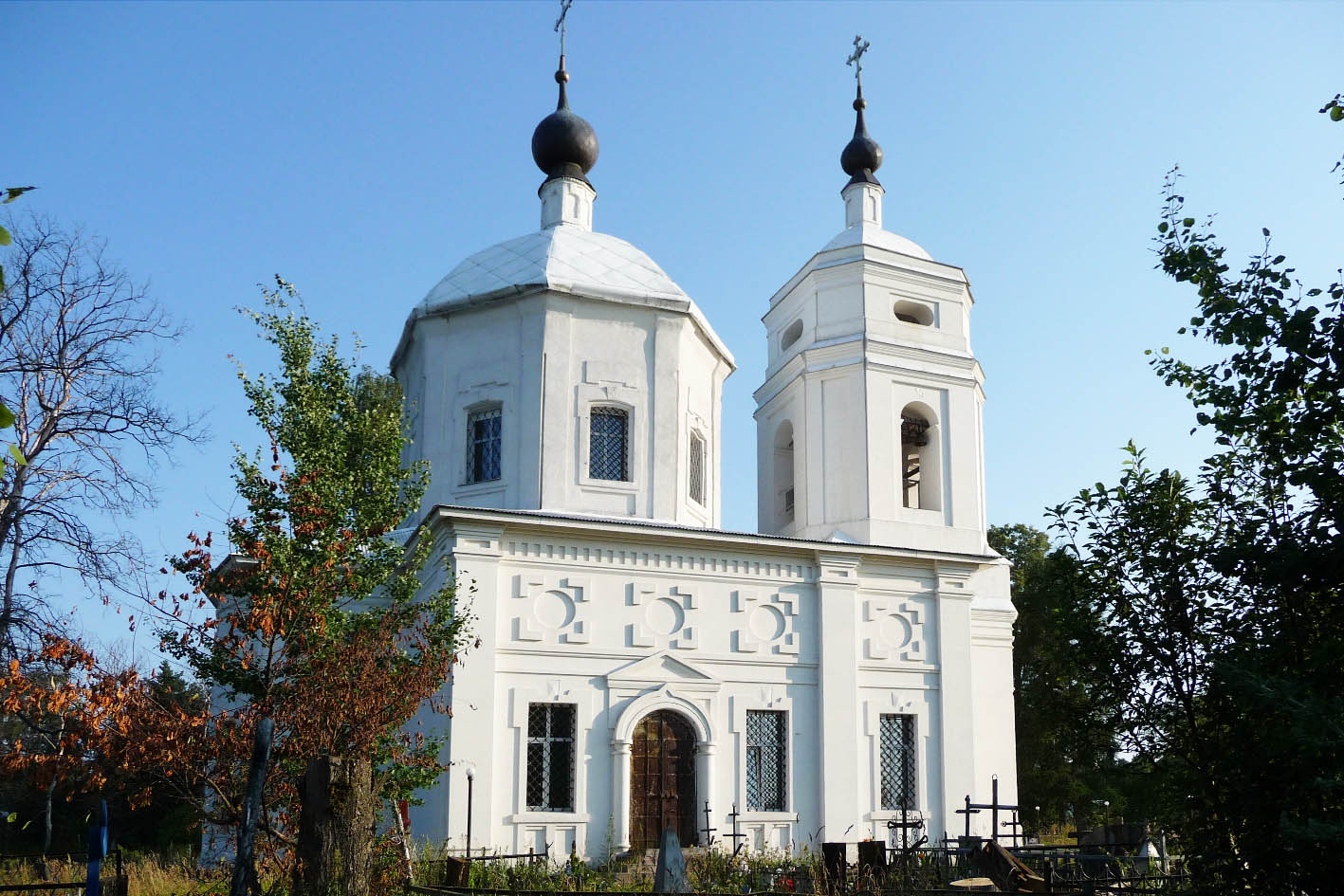
Церковь Спаса Нерукотворного в селе Каблуково (1785)

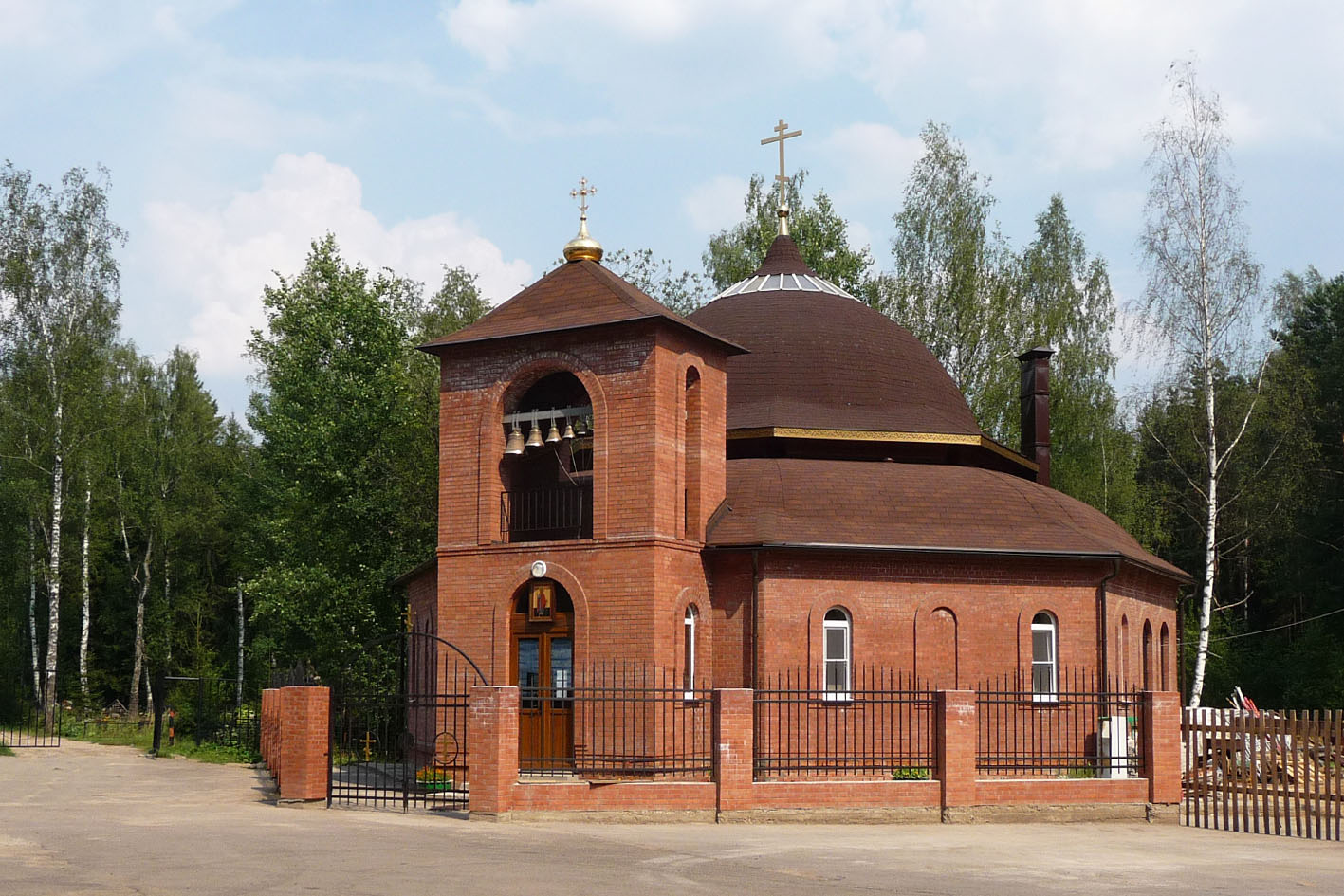
Князь-Владимирская церковь (2008) на территории Ново-Фрязинского кладбища (относится к деревне Новофрязино)

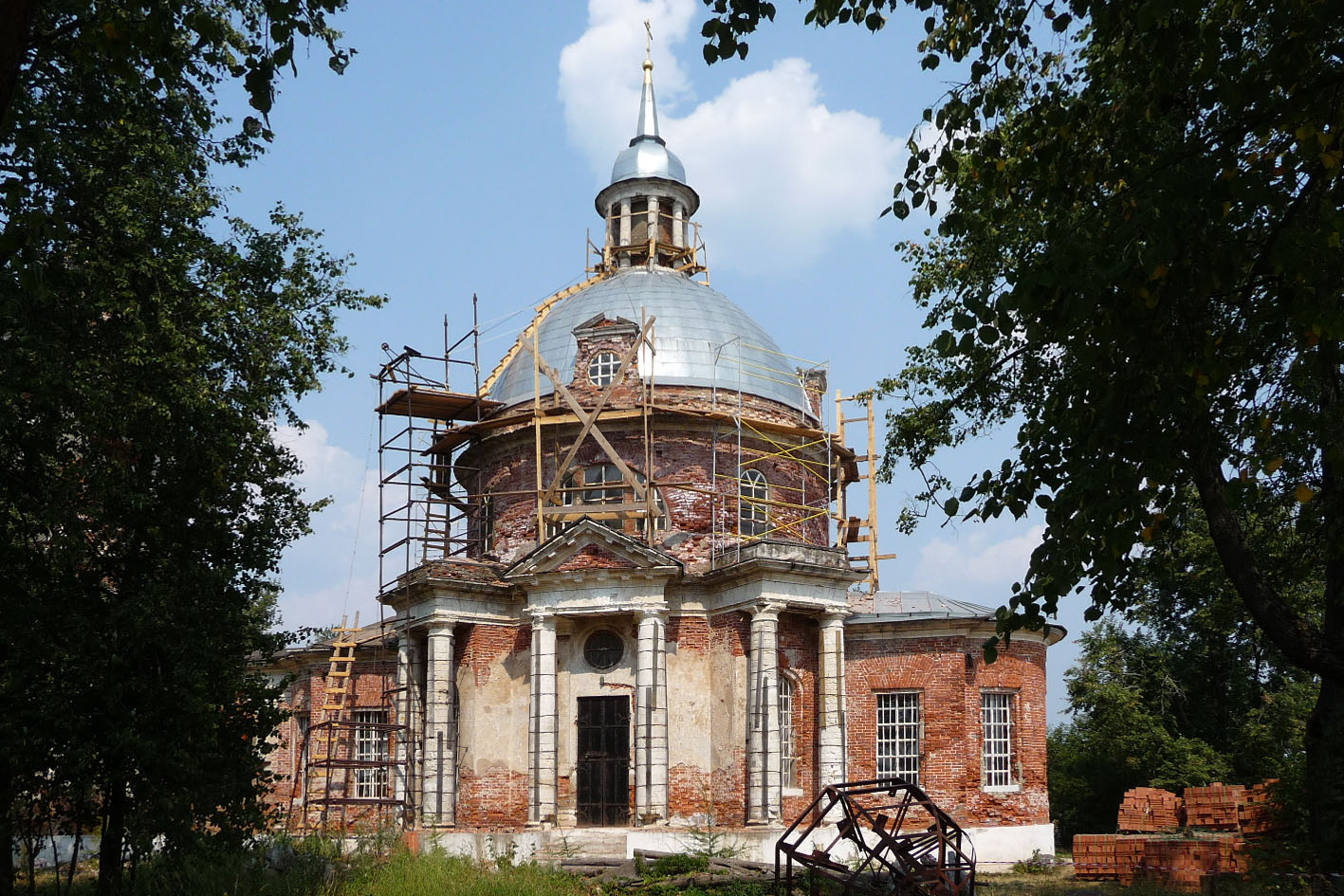
Церковь Казанской Божией Матери (1801) в селе Богослово

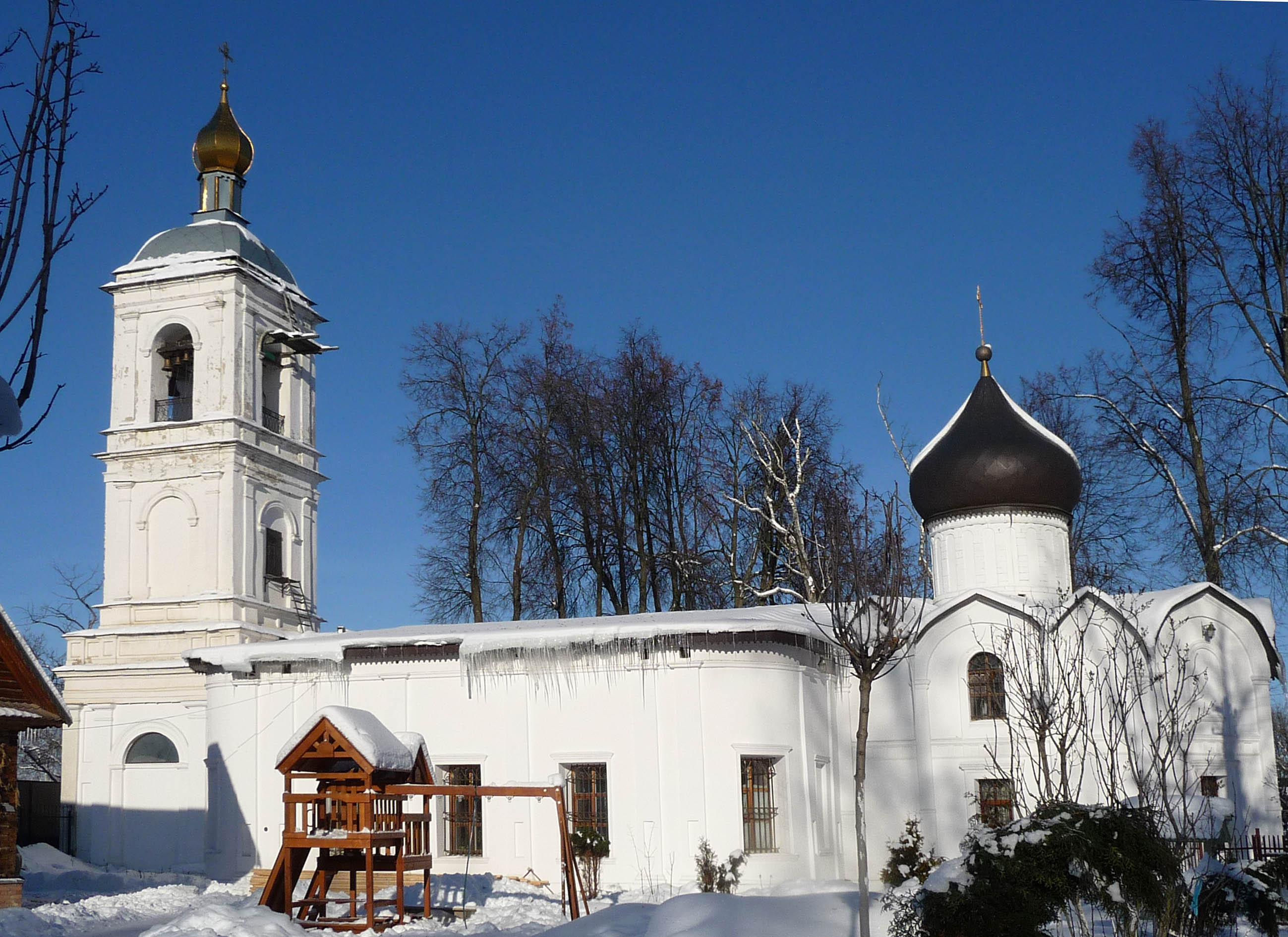
Церковь Сергия Радонежского (1849) в селе Трубино

К Щёлковскому благочинническому округу относятся следующие приходы:
Город Щёлково
- Собор Святой Троицы (1909—1915)[3]
- больничная церковь преподобной мученицы великой княгини Елисаветы
- больничный храм иконы Божией Матери «Целительница»
- часовня святителя Николая
- церковь иконы Божией Матери «Спорительница хлебов» (2008)

Город Щёлково (село Хомутово)
- церковь Покрова Пресвятой Богородицы (1800)[4]

Город Щелково (село Амерево)
- церковь Знамения Божией Матери (1842)

Город Щелково (село Жегалово)
- церковь святителя Николая (1835)

Село Алмазово
- церковь преподобного Сергия Радонежского (1707)

Село Богослово
- церковь Казанской Божией Матери (1801)

Деревня Воря-Богородское
- Покровская церковь

Село Гребнево
- церковь Гребневской иконы Божией Матери (1786)
- церковь Святителя Николая (1823)

Село Каблуково
- церковь Спаса Нерукотворного (1785)
- церковь пророка Илии
- часовня блаженной Матроны Московской

Посёлок Литвиново
- церковь иконы Божией Матери «Неупиваемая Чаша» (2009)

Село Медвежьи Озёра
- церковь блаженной Ксении Петербургской (2001)
- церковь преподобного Алексия, человека Божия

Деревня Никифорово
- церковь мученика Иоанна Воина (2004)
- церковь преподобного Серафима Саровского

Деревня Новофрязино
- церковь Святого Равноапостольного князя Владимира (2008) на Ново-Фрязинском кладбище[5]

Деревня Оболдино
- церковь Николая Чудотворца (1727)
- церковь Святого Духа

Село Образцово
- церковь Рождества Пресвятой Богородицы (1736)

Село Трубино
- церковь Сергия Радонежского (1849)

Посёлок Чкаловский
- церковь святого страстотерпца Императора Николая (2001)
- часовня блаженной Матроны Московской

## Православная гимназия «Ковчег»
В Щёлковском благочинии действует обладающее государственной лицензией на образовательную деятельность негосударственное образовательное учреждение «Православная классическая гимназия „Ковчег“», отделения которой находятся в Щёлкове, Анискине, Душонове, Балашихе и Королёве.

## Святые Щёлковской земли
По благословению митрополита Крутицкого и Коломенского Ювеналия в 2008 году было установлено празднование Собора Щелковских новомучеников. Память Щелковских новомучеников совершается в четверг перед праздником Собора всех Российских святых (празднуемый в первое воскресенье после дня Пятидесятницы, то есть в 8-е воскресенье после Пасхи). Первоначально в Собор Щёлковских новомучеников входили священномученики Василий Крылов, Михаил Никологорский, Василий Сунгуров и Александр Крутицкий. 21 августа 2007 года Священный Синод РПЦ причислил в Собор Щёлковских новомучеников священномученика Сергия Кудрявцева.

### Священномученик Александр Крутицкий
Настоятель Покровской церкви г. Щелково (с. Хомутово) Александр Крутицкий (1898-1938), совершал служение в ней с 1933 г. по 1938 г.

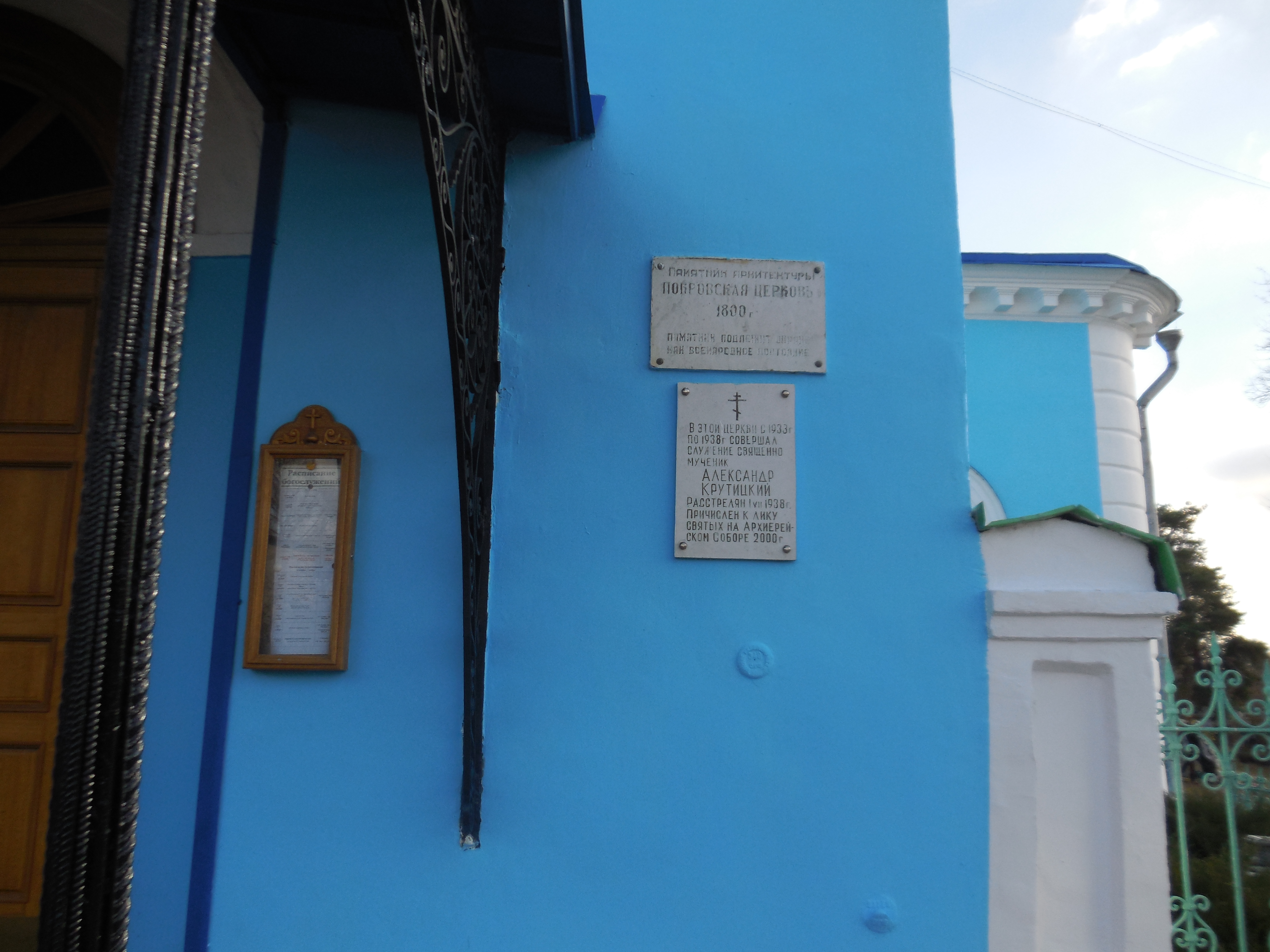
Церковь Покрова Пресвятой Богородицы.

   Канонизирован Архиерейском Собором 2000 года. День празднования — 1 июля.

### Священномученик Михаил Никологорский
Михаил Никологорский (ум. 1938). День празднования — 2 марта.

### Священномученик Василий Сунгуров
Практически вся жизнь иерея Василия Сунгурова (1876—1937) была связана с храмом Марии Магдалины в селе Улиткино, в котором он длительное время, вплоть до закрытия в 1934 году, был настоятелем. Василия Сунгурова арестовали 28 августа 1937 года и приговорили к расстрелу. Приговор был приведен в исполнение 20 сентября 1937 года в Бутовском полигоне. 20 апреля 2005 года Архиерейским собором РПЦ священномученик Василий был причислен к лику святых новомучеников и исповедников Российских. День празднования — 20 сентября.
Причислен также к Собору Бутовских новомучеников.

### Священномученик Василий Крылов
Священномученик Василий (Крылов Василий Сергеевич) родился в 1906 году в селе Подлипичье Дмитровского уезда в семье псаломщика.
22 октября 1926 г. рукоположен во диакона к Спасской церкви в селе Ведерницы.
В феврале 1931 г. архиепископ Филипп (Гумилевский) рукопологает диакона Василия во священника ко храму Рождества Христова в селе Рождествено на Истре Солнечногорского района. С 1931 г. по 1934 г. отец Василий был взят на трудовой фронт в тыловое ополчение. По возвращении был направлен служить в Троицкий храм в селе Рязанцы Щелковского района Московской области.
16 августа 1937 года был арестован (одним из первых в Щелковском районе) согласно секретного приказа по подозрению в «контрреволюционной деятельности» и «антисоветской агитации». Осужден на десять лет в ИТЛ как и многие священнослужители в то время в СССР.
Скончался 31 мая 1942 года в одном из ИТЛ железнодорожного строительства Севжелдорлага Коми АССР.

### Священномученик Сергий Кудрявцев
Протоиерей Сергий Дмитриевич Кудрявцев родился 1 июля 1881 года в селе Фряново Богородского уезда Московской губернии. В 1908 году рукоположён во диакона к церкви Рождества Богородицы села Анискино Богородского уезда. В 1911 году Сергий Кудрявцев был рукоположён во иерея и определён на место второго священника в тот же храм села Анискино, в котором был диаконом, где прослужил до ухода на фронт в 1914 году. С 1916 года — священник в Серпуховском уезде, а с 25.07.1930 до середины 1930-х — снова священник села Анискина. 27.10.1937 года был арестован, 10.12.1937 года — приговорён к расстрелу и 15.12.1937 года расстрелян. День празднования — 15 декабря.

## Патриаршее подворье в селе Здёхово
На территории Щёлковского района расположено подворье Патриарха Московского и всея Руси храма святителя Николая Мирликийского в селе Здёхово Московской области (РПЦ). К этому подворью также относится храм Рождества Христова в городе Фрязино. Настоятелем храмов подворья является благочинный Троицкого благочиния Московской городской епархии протоиерей Сергей Александрович Киселёв.